# Comuna Stupnîțea, Drohobîci
Stupnîțea (în ucraineană Ступниця) este o comună în raionul Drohobîci, regiunea Liov, Ucraina, formată din satele Kotovane, Seleț și Stupnîțea (reședința).

## Demografie
Componența lingvistică a comunei Stupnîțea
     Ucraineană (100%)
Conform recensământului din 2001, toată populația comunei Stupnîțea era vorbitoare de ucraineană (100%).